# Club Atlético Brown
O Club Atlético Brown, mais conhecido como Brown de Adrogué ou apenas como Brown, é um clube de futebol argentino, fundado no dia 3 de março de 1945. Tem sua sede na localidade de Adrogué no partido de Almirante Brown pertecente à província de Buenos Aires.

## História
No dia 3 de março de 1945 foi fundado o Club Atlético Brown em Adrogué. As cores da instituição foram escolhidas em homenagem a outros dois clubes da região: o celeste do Club Atlético Adrogué, e o vermelho e preto que formam o V da camisa titular, do Club Nacional. O clube se afiliou a Asociación del Fútbol Argentino em 11 de abril de 1945. 

## Dados do clube
- Temporadas na Primeira Divisão: 0
- Temporadas na Primera B Nacional: 2 (2013/14, 2016)
- Temporadas na Primera B Metropolitana: 18 (1997/98-2012/13, 2014/15)
- Temporadas na Primera C: 36 (1945-1949, 1953-1962, 1964-1976, 1981, 1987/88-1988/89 e 1991/92-1996/97)
- Temporadas na Primera D: 12 (1952, 1963, 1977-1980, 1982-1986/87 e 1989/90-1990/91)

## Títulos
- Primera B Metropolitana (1): 2015
- Primera D (1): 1980

## Ligações Externas
- Página oficial
- La Hora Tricolor